# Técnicas de metalurgia
Técnicas de metalurgia são processos ou procedimentos empregados para alterar características físico-químicas ou ainda estruturais de ligas metálicas visando a obtenção de utilidades tecnológicas.

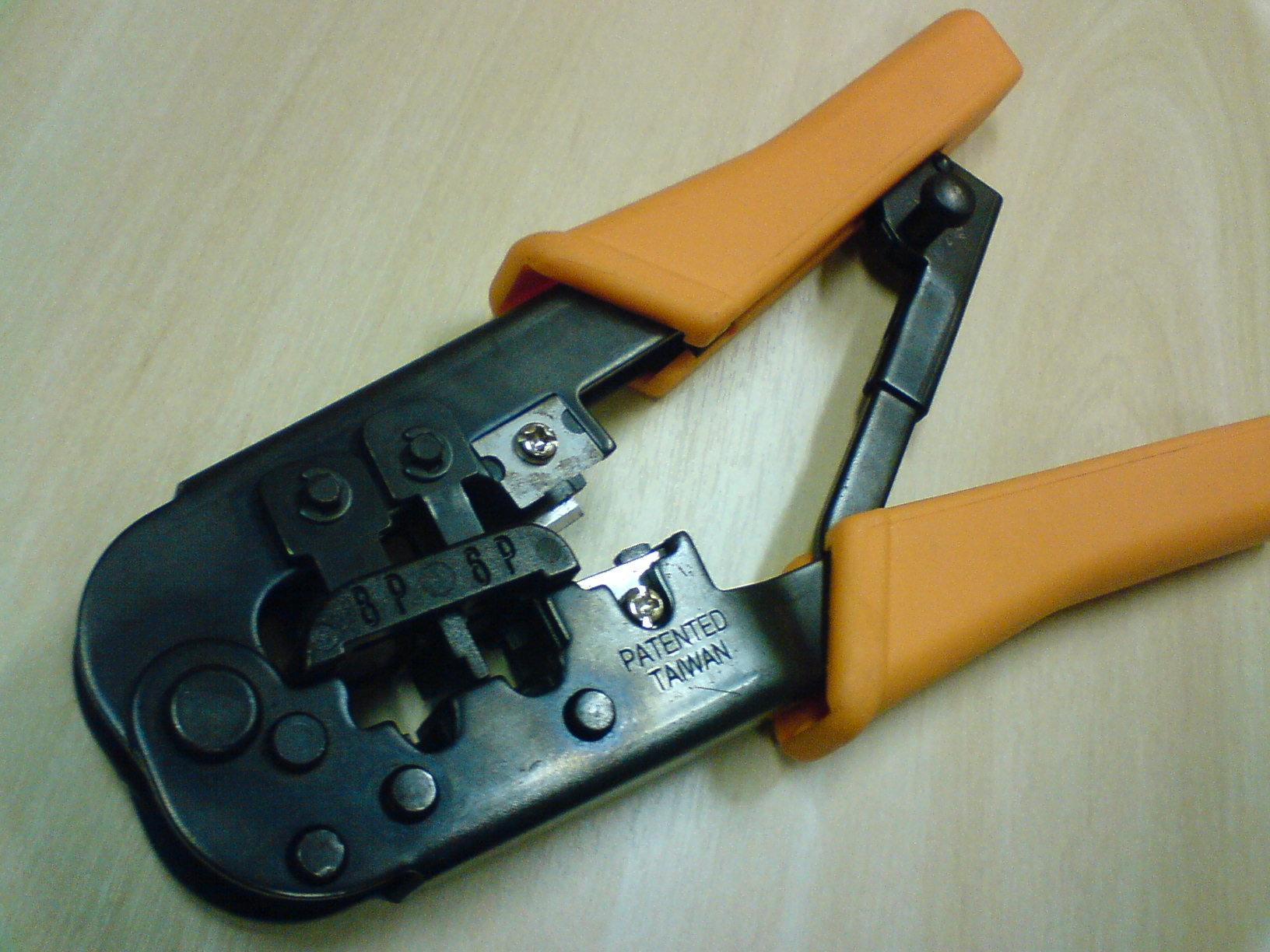
Alicate de crimpagem para conectores de rede

## Crimpagem
Crimpagem ou grampear é o ato de juntar dois pedaços de metal ou outro material, como por exemplo plástico, através da deformação de um ou ambos para segurar o outro. Por ser uma técnica de trabalho a frio a crimpagem pode ser utilizada como uma forma de fortemente prender a peça metálica outro componente não metálico. Não se refere ao uso de conectores especializados que são planejados para serem deformados, mas de peças a serem trabalhadas.
Algumas vezes, uma deformidade similar criada por razões diversas de união também pode ser chamada de crimpagem. O produto final é chamado crimp.
Exemplos:
- Conectores de rede - RJ45
- Balas aos cartuchos
- Conector elétrico é uma forma rápida e duradoura de unir elementos plásticos e metálicos.

Afora o significado em metalurgia a crimpagem é denomia a técnica também utilizada também em produtos alimentícios como: jiaozi (ravioli de Pequim), patties (tipo de empanada jamaicana) e sanduíches selados.

## Têmpera
Têmpera é um processo consistente no resfriamento brusco que tem como objetivo a obtenção de uma microestrutura que proporcione propriedades de dureza e resistência mecânica elevadas.
A explicação reside na química de polímeros e na ciência dos materiais, o processo de têmpera evita processos que ocorrem em temperaturas mais baixas, como a transformação de fase, disponibilizando uma janela de tempo em que a reação é  termodinamicamente favorável e cineticamente acessível. Por exemplo, reduz a cristalinidade e por consequência aumentar a rigidez da ligas e plásticos produzida através da polimerização.
Em metalurgia é frequentemente usado no endurecimento do aço ao introduzir martensita, submete-se o aço a um arrefecimento brusco provocando que esta passe pelo seu ponto eutetóide, a temperatura onde a austenita se encontra instável. A peça a ser temperada é aquecida à temperatura de austenitização e em seguida é submetida a um resfriamento brusco. Durante o resfriamento, a queda de temperatura promove transformações estruturais que acarretam o surgimento de tensões residuais internas que aumentam a dureza. Sempre após a têmpera, temos que realizar o revenimento, para a transformação da martensita em martensita revenida.
Nas ligas de aço com outros metais, tais como o niquel e o manganês, a temperatura eutectóide torna-se mais baixa, mas as barreiras cinéticas à transformação de fase são iguais. Isto permite que o processo de têmpera comece numa temperatura mais baixa, tornando o processo mais fácil.
O aço rápido também possui tungstênio que tem como função o aumento das barreiras cinéticas dando a ilusão de que o material arrefeceu mais rapidamente do que realmente foi.
O arrefecimento de tais ligas ao ar (processo de normalização) obtém muitos dos efeitos desejados do processo de têmpera, possibilitando que o aço possa então ser comercializado.
Tipos de Têmpera:
- Têmpera por chama: Aquecimento provém de chama direcionada à peça, através de maçarico ou outro instrumento, podendo assim ser parcialmente temperada.
- Têmpera por indução: O aquecimento é obtido por indução elétrica, seguida de um resfriamento brusco, normalmente em água.
- Têmpera superficial: Aquecimento somente da superfície através de indução ou chama até a austenitização, seguida de um resfriamento rápido.
- Têmpera total: Aquecimento total da peça até temperatura de austenitização seguida de resfriamento, em meio pré-determinado.